# Dragoslav Jevrić
Dragoslav Jevrić (Servisch: Драгослав Јеврић) (Berane (toenmalig Joegoslavië), 8 juli 1974) is een voormalig Montenegrijns doelman in het betaald voetbal. Hij verruilde in 2010 Maccabi Petach Tikwa voor Omonia Nicosia. In 2002 debuteerde hij in het voetbalelftal van Servië en Montenegro, waarvoor hij 43 interlands speelde.

## Clubcarrière
Jevrić werd in het seizoen 1999/00 door de Arnhemse voetbalclub Vitesse aangetrokken als vervanger voor de naar Liverpool FC vertrokken Sander Westerveld. Daarvoor speelde Jevrić vier seizoenen lang in de hoofdmacht van Rode Ster Belgrado in het voormalig Joegoslavië.
Tijdens zijn eerste seizoen in Arnhem stond Jevrić alle 34 wedstrijden onder de lat, maar in het tweede seizoen verloor hij zijn basisplaats en werd hij zelfs naar het tweede elftal teruggezet omdat hij te veel blunders maakte. In zijn laatste seizoen (2004/05) was hij echter weer de onomstreden nummer 1 in het Arnhemse elftal.
Omdat Jevrić zijn contract bij Vitesse niet wilde verlengen, deed de Arnhemse club er alles aan om de speler nog in de winterstop van het seizoen 2004/05 te verkopen en op deze manier nog een transfervergoeding op te strijken. Dit lukte de club ook en Jevrić vertrok halfweg dat seizoen naar het Turkse Ankaraspor. Op dit moment zit Jevrić zonder contract, na een 'verschil van mening' met de clubleiding heeft men in onderling overleg besloten zijn contract bij Ankaraspor per direct te ontbinden. Jevrić staat, naar eigen zeggen, in serieuze belangstelling van drie West-Europese clubs.

## Interlandcarrière
Jevrić was ook de doelman van het nationale team van Servië en Montenegro, dat ook op het WK voetbal 2006 actief was. Omdat Montenegro zich inmiddels onafhankelijk heeft verklaard van Servië, was dit meteen de eerste en laatste maal dat de twee landen samen één team afvaardigen. Ondanks dat Jevrić van geboorte Montenegrijn is, werd aangenomen dat hij ook voor dat land internationaal zou uitkomen. Hij heeft ondertussen echter voor het Servisch voetbalelftal gekozen en is ook geselecteerd voor de eerste wedstrijd van Servië tegen Tsjechië. Nadat hij deze gehele wedstrijd als wisselspeler op de bank zat, heeft Jevrić inmiddels bevestigd zich per direct niet meer beschikbaar te stellen voor het Servische team. Officieel mag hij nog uitkomen voor het elftal van Montenegro, maar Jevrić heeft te kennen gegeven definitief als international te zijn gestopt.

## Clubstatistieken
| seizoen | club               | land                 | competitie         | duels | goals |
| ------- | ------------------ | -------------------- | ------------------ | ----- | ----- |
| 1995/96 | Rode Ster Belgrado | Vlag van Joegoslavië | Meridian Superliga | 2     | 0     |
| 1996/97 | Rode Ster Belgrado | Vlag van Joegoslavië | Meridian Superliga | 14    | 0     |
| 1997/98 | Rode Ster Belgrado | Vlag van Joegoslavië | Meridian Superliga | 33    | 0     |
| 1998/99 | Rode Ster Belgrado | Vlag van Joegoslavië | Meridian Superliga | 21    | 0     |
| 1999/00 | Vitesse            | Vlag van Nederland   | Eredivisie         | 34    | 0     |
| 2000/01 | Vitesse            | Vlag van Nederland   | Eredivisie         | 0     | 0     |
| 2001/02 | Vitesse            | Vlag van Nederland   | Eredivisie         | 18    | 0     |
| 2002/03 | Vitesse            | Vlag van Nederland   | Eredivisie         | 34    | 0     |
| 2003/04 | Vitesse            | Vlag van Nederland   | Eredivisie         | 13    | 0     |
| 2004/05 | Vitesse            | Vlag van Nederland   | Eredivisie         | 17    | 0     |
| 2004/05 | Ankaraspor         | Vlag van Turkije     | Süper Lig          | 17    | 0     |
| 2005/06 | Ankaraspor         | Vlag van Turkije     | Süper Lig          | 31    | 0     |
| 2006/07 | Ankaraspor         | Vlag van Turkije     | Süper Lig          | 2     | 0     |
| 2007/08 | Maccabi Tel Aviv   | Vlag van Israël      | Ligat Ha'Al        | 33    | 0     |
| 2008/09 | Maccabi Tel Aviv   | Vlag van Israël      | Ligat Ha'Al        | 31    | 0     |
| 2009/10 | Maccabi Tel Aviv   | Vlag van Israël      | Ligat Ha'Al        | 18    | 0     |
| 2010/11 | Omonia Nicosia     | Vlag van Cyprus      | A Divizion         | 3     | 0     |
| 2011/12 | Omonia Nicosia     | Vlag van Cyprus      | A Divizion         | 11    | 0     |
| Totaal  | Totaal             | Totaal               | Totaal             | 398   | 0     |